# Hubert Lapaille
Hubert Joseph Lapaille (Poulseur, 12 januari 1888 - Saint-Servais, 16 juni 1985) was een Belgisch volksvertegenwoordiger en senator.

## Levensloop
Lapaille was steenkapper in de Ourthevallei. In 1905 was hij lid van de lokale steenkappersbond van Poulseur en in 1910 werd hij bestendig secretaris van de Centrale der Steenbewerkers van België voor de provincie Luik. Vanaf 1923 was hij regionaal secretaris van de Centrale der Steenbewerkers van België voor de provincies Luik, Namen en Luxemburg. Later werd hij nog nationaal secretaris (1932) en voorzitter (1962) van deze centrale.
Hij werd gemeenteraadslid van Poulseur en schepen (1921-1937). Tijdens dezelfde periode was hij ook provincieraadslid.
Tijdens de oorlog werd hij op 28 maart 1944 door de Duitsers vanwege zijn clandestiene syndicale activiteiten opgepakt en gedeporteerd naar Buchenwald.
In januari 1945, terug in België, werd hij volksvertegenwoordiger tot in 1946 en vervolgens BSP-senator voor het arrondissement Hoei-Borgworm, een mandaat dat hij uitoefende tot in 1954.

## Publicatie
- Buchenwald, Brussel, 1945.